# Vladimirci
Vladimirci (ćir.: Владимирци) je naselje i središte istoimene općine u Mačvanskom okrugu u Srbiji.

## Stanovništvo
U naselju živi 1.879 stanovnika, od toga 1.547 punoljetna stanovnika, a prosječna starost stanovništva iznosi 41,1 godina (39,6 kod muškaraca i 42,6 kod žena). U naselju ima 665 domaćinstava, a prosječan broj članova po domaćinstvu je 2,83.
Prema popisu stanovništva iz 1991. godine u naselju je živjelo 1.646 stanovnika.
| Etnički sastav 2002. |            |        |
| Narod                | Stanovnika | %      |
| Srbi                 | 1.796      | 95,58% |
| Romi                 | 46         | 2,44%  |
| Jugoslaveni          | 7          | 0,37%  |
| Crnogorci            | 7          | 0,37%  |
| Hrvati               | 5          | 0,26%  |
| Rumunji              | 2          | 0,10%  |
| Mađari               | 1          | 0,05%  |
| Muslimani            | 1          | 0,05%  |
| Ukrajinci            | 1          | 0,05%  |
| nepoznato            | 5          | 0,26%  |

| broj stanovnika | 1107  | 1341  | 1457  | 1636  | 1857  | 1646  | 1879  |
|                 | 1948. | 1953. | 1961. | 1971. | 1981. | 1991. | 2001. |

## Vanjske poveznice
- Karte, udaljenosti, vremenska prognoza  Arhivirana inačica izvorne stranice od 26. kolovoza 2009. (Wayback Machine)
- Satelitska snimka naselja